# Villa Giacometti
Villa Giacometti è un edificio storico sito a Villa del Ferro, frazione del comune sparso di Val Liona, in provincia di Vicenza, che costituisce l'abitazione più antica della zona. Benché chiusa, visitabile solo su richiesta, all'estate 2020 si presenta in buone condizioni di conservazione. 
L'edificio, risalente al XV secolo e che testimonia l'intervento delle famiglie del patriziato veneziano nella zona, è caratterizzato dalla costruzione in materiali lapideo e presenta elementi architettonici in stile tardo gotico, tra cui le finestre monofore ad arco sagomato a carena che ne caratterizzano la facciata.